# 2-Amino-5-methoxyindan
2-Amino-5-methoxyindan (kurz MEAI), auch bekannt als Chaperon, ist eine chemische Verbindung und ein Derivat des Indans. Die Aminoindan-Molekülfamilie wurde möglicherweise erstmals 1980 chemisch beschrieben. Seine molekulare Struktur wurde erstmals implizit in einer Patentanmeldung aus dem Jahr 1994 erwähnt. Es aktiviert den Dopamin-Rezeptor D3.
Später wurde es explizit und pharmakologisch in einem Artikel von David Nutt et al. im Jahr 2017 beschrieben, gefolgt von einer weiteren im Februar 2018, in der die Pharmakokinetik, die Pharmakodynamik und der Stoffwechsel von MEAI detailliert beschrieben wurden. Ein Jahr später wurde es untersucht und in einer weiteren begutachteten Arbeit beschrieben.

## Gewinnung und Darstellung
Zu 2-Amino-5-methoxyindan existieren diverse Patente. Die erste Literatursynthese wurde 2007 von Matthews et al. veröffentlicht. Dieser erzeugte aus 5-Methoxy-1-indanon zunächst mittels Isopropylnitrit in salzsaurem Methanol das 2-Oxim, welches er dann in einem zweiten Schritt in einer Mischung von Essigsäure und Schwefelsäure mit Palladium auf Kohle als Katalysator und elementarem Wasserstoff zum Produkt hydrierte.

## Verwendung
MEAI kann als Freizeitdroge sowie als potenzielles Medikament zur Vorbeugung von Alkoholexzessen verwendet werden. In Form von Gonzo-Journalismus hat der New-Scientist-Autor Michael Slezak MEAI ausprobiert. Er berichtete von kontrollierbarer Euphorie, seine Freunde beschrieben sein Verhalten als rational und etwas angespannt. 2018 begann ein Unternehmen in den Vereinigten Staaten, ein Getränk auf MEAI-Basis mit dem Namen „Pace“ anzubieten. MEAI wird derzeit von Clearmind Medicine Inc. in Vancouver für die FDA-Zulassung vorbereitet.